# Megachile ebenea
Megachile ebenea är en biart som först beskrevs av King 1994.  Megachile ebenea ingår i släktet tapetserarbin, och familjen buksamlarbin. Inga underarter finns listade i Catalogue of Life.